# بازار بزرگ

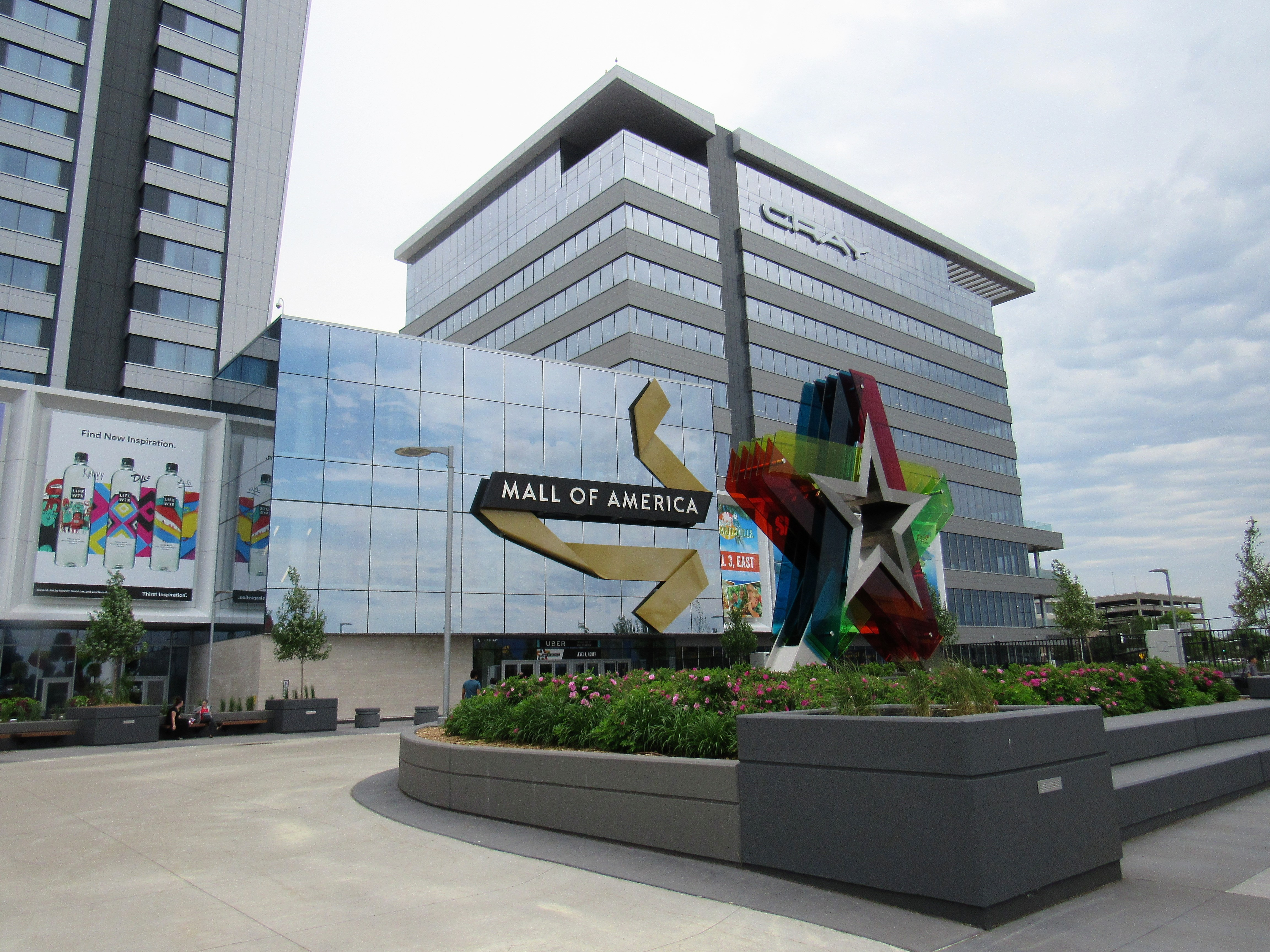
مال آمریکا در مینه سوتا، ایالات متحده.

بازار بزرگ (به انگلیسی: Shopping mall) یا به اصطلاح مال، در آمریکای شمالی برای یک مرکز خرید بزرگ سرپوشیده به کار می‌رود. اصطلاح «مال» در ابتدا به معنای منطقه عابران پیاده با مغازه‌هایی در امتداد آن بود (یعنی این اصطلاح برای اشاره به خودِ پیاده‌روهایی استفاده می‌شد که صرفاً با چنین مغازه‌هایی هم‌مرز بود)، اما در اواخر دهه ۱۹۶۰ به عنوان یک اصطلاح عمومی برای مراکز خرید بزرگ محصور که در آن زمان رایج شده بودند، تبدیل شد. در بریتانیا، چنین مجتمع‌هایی، مراکز خرید (Shopping center) در نظر گرفته می‌شوند. اگرچه یک «مرکز خرید» اندازه‌ها و انواع مجتمع‌های بیشتری را نسبت به «بازار بزرگ» آمریکای شمالی پوشش می‌دهد، برخی کشورها ممکن است از اصطلاح ایالات متحده پیروی کنند (فیلیپین، هند، و امارات متحده عربی)، در حالی که برخی دیگر (استرالیا، و غیره) از اصطلاح بریتانیایی استفاده می‌کنند. در انگلیسی کانادایی و اغلب در استرالیا و نیوزلند، «مال» ممکن است به‌طور غیررسمی نیز استفاده شود. امروزه اصطلاح «مال» به عنوان بخشی از نام مجتمع‌های تجاری کمتر مورد استفاده قرار می‌گیرد.

## بزرگترین بازارهای جهان
این فهرست ناقصی از بزرگترین بازارهای جهان براساس مساحت ناخالص قابل اجاره (GLA) آنها است.
|    | نام                             | کشور                | شهر                                        | سال گشایش | متراژ ساخت (GLA) | کل مساحت     | تعداد واحدها | توضیحات |
| -- | ------------------------------- | ------------------- | ------------------------------------------ | --------- | ---------------- | ------------ | ------------ | ------- |
| ۱  | بازار بزرگ ایران                | ایران               | تهران                                      | ۲۰۱۸      | ۱٬۴۵۰٬۰۰۰ m²     | ۱٬۹۵۰٬۰۰۰ m² | ۲۵۰۰+        |         |
| ۲  | مرکز خرید چین جنوبی جدید        | چین                 | دونگووان                                   | ۲۰۰۵      | ۶۵۹ ۶۱۲ m²       | ۸۹۱ ۸۶۹ m²   | ۲٬۳۵۰        |         |
| ۳  | مرکز خرید اس‌ام تیانجین          | چین                 | تیانجین                                    | ۲۰۱۶      | ۵۶۵٬۰۰۰ m²       |              | ۲۵۰۰+        |         |
| ۴  | مرکز خرید قلب شهر اصفهان        | ایران               | اصفهان                                     | ۲۰۱۲      | ۷۷۰٬۰۰۰ m²       | ۸۰۰٬۰۰۰ m²   | ۶۵۲          |         |
| ۴  | مرکز خرید ذخایر طلایی           | چین                 | پکن                                        | ۲۰۰۴      | ۵۵۷٬۴۱۹ m²       |              | ۱۰۰۰+        |         |
| ۵  | مرکز خرید اس‌ام سیتی ادسای شمالی | فیلیپین             | کزون سیتی                                  | ۱۹۸۵      | ۴۹۸٬۰۰۰ m²       |              | ۱۰۰۰+        |         |
| ۶  | مرکز خرید اس‌ام مگامال           | فیلیپین             | ماندالویانگ                                | ۱۹۹۱      | ۴۷۴٬۰۰۰ m²       |              | ۱۰۰۰+        |         |
| ۹  | مرکز خرید اس‌ام سیساید شهر سبو   | فیلیپین             | سبو                                        | ۲۰۱۵      | ۴۷۰٬۴۹۰ m²       |              | ۴۴۷          |         |
| ۱۱ | مرکز خرید اوتاما وان            | مالزی               | پتالینگ جایا                               | ۱۹۹۵      | ۴۵۵٬۰۰۰ m²       |              | ۷۰۰+         |         |
| ۱۲ | مجتمع خلیج فارس                 | ایران               | شیراز                                      | ۲۰۱۲      | ۴۵۰٬۰۰۰ m²       | ۴۵۰٬۰۰۰ m²   | ۲۵۰۰+        |         |
| ۱۳ | مرکز خرید جهان مرکزی            | تایلند              | بانکوک                                     | ۱۹۹۰      | ۴۲۹٬۵۰۰ m²       | ۵۵۰٬۰۰۰ m²   | ۶۰۰          |         |
| ۱۴ | مرکز خرید اس‌ام مال آسیا         | فیلیپین             | پاسای                                      | ۲۰۰۶      | ۴۰۶٬۹۶۲ m²       | ۴۰۷٬۱۰۱ m²   | ۱۰۰۰+        |         |
| ۱۵ | مرکز جهانی قرن جدید             | چین                 | چنگدو                                      | ۲۰۱۳      | ۴۰۰٬۰۰۰ m²       | ۱٬۷۰۰٬۰۰۰ m² | ۲۳۰۰         |         |
| ۱۶ | مرکز خرید رؤیا                  | تایوان              | کاوهسیونگ                                  | ۲۰۰۷      | ۴۰۰٬۰۰۰ m²       |              | ۲۳۰۰         |         |
| ۱۷ | سیام پاراگون                    | تایلند              | بانکوک                                     | ۲۰۰۵      | ۴۰۰٬۰۰۰ m²       | ۵۰۰٬۰۰۰ m²   | ۲۷۰          |         |
| ۱۸ | مرکز خرید سان وی پیرامید        | مالزی               | سوبانگ جایا                                | ۱۹۹۷      | ۳۹۶٬۰۰۰ m²       |              | ۸۰۰+         |         |
| ۱۹ | مرکز خرید جهان لوت              | کره جنوبی           | سئول                                       | ۲۰۱۴      | ۳۸۳٬۴۷۰ m²       | ۸۲۶٬۴۵۰ m²   | ۱٬۰۰۰+       |         |
| ۲۰ | مرکز خرید البروک                | پاناما              | شهر پاناما                                 | ۲۰۰۲      | ۳۸۰٬۰۰۰ m²       |              | ۵۵۵          |         |
| ۲۱ | مرکز خرید تامان انگرک           | اندونزی             | جاکارتا                                    | ۱۹۹۶      | ۳۶۰٬۰۰۰ m²       |              | ۵۲۸          |         |
| ۲۲ | مرکز خرید اونوز                 | کویت                | کویت                                       | ۲۰۰۷      | ۳۵۷٬۰۰۰ m²       | ۴۱۲٬۷۰۹ m²   | ۸۰۰+         |         |
| ۲۳ | جزیرهٔ فشن                       | تایلند              | بانکوک                                     | ۱۹۹۵      | ۳۵۰٬۰۰۰ m²       |              | ۳۰۰          |         |
| ۲۴ | مرکز خرید ادمونتون غربی         | کانادا              | ادمونتون، آلبرتا                           | ۱۹۸۱      | ۳۵۰٬۰۰۰ m²       | ۴۹۰٬۰۰۰ m²   | ۸۰۰+         |         |
| ۲۵ | دبی مال                         | امارات متحده عربی   | دبی                                        | ۲۰۰۸      | ۳۵۰٬۰۰۰ m²       | ۱٬۱۲۴٬۰۰۰ m² | ۱٬۲۰۰        |         |
| ۲۶ | امریکن دریم میدولندز            | ایالات متحده آمریکا | رادرفورد شرقی، نیوجرسی (حومه نیویورک سیتی) | ۲۰۱۹      | ۲۷۵٬۳۰۰ m²       |              | ۴۵۰+         |         |

## برای مطالعهٔ بیشتر
- هاردویک، ام جفری (۲۰۰۴). سازنده مرکز خرید: ویکتور گرون، معمار یک رؤیای آمریکایی . جستجوی گزیده و متن
- هوارد، ویکی (۲۰۱۵). از خیابان اصلی تا مرکز خرید: ظهور و سقوط فروشگاه بزرگ آمریکایی.
- ادغام مرکز خرید حومه شهر با اطراف آن: مرکز شهر ردموند. پایان‌نامه دکتری. دانشگاه واشینگتن